# Révision constitutionnelle algérienne de 2016
Constitution révisée de 2016
Lire en ligne

Texte promulgué.

La révision constitutionnelle algérienne de 2016, adoptée par la loi du 7 février 2016, est une révision constitutionnelle qui a introduit de nombreux amendements à la constitution adoptée en 1996.
La loi a été présentée le 4 février 2016 par le Premier ministre Abdelmalek Sellal. En gestation depuis 2011 pour répondre aux attentes suscitées par le printemps arabe, son contenu fait suite à un projet présenté en  mai 2014.
Le 7 février 2016, elle est soumise à l'approbation des deux chambres du Parlement puis adoptée par 499 voix pour, 2 contre et 16 abstentions. L'opposition a boycotté le vote.
Certaines lois organiques doivent encore être révisées,.
Le texte est promulgué le 6 mars 2016.

## Modifications
Le tamazigh devient langue officielle au même titre que l'arabe. Notons que la révision de 2002 avait eu pour unique objet la reconnaissance du tamazigh en tant que langue "nationale".
Le texte rétablit la limite à deux mandats présidentiels, qui avait été supprimée au profit du président Bouteflika lors de la révision de 2008 et rend inconstitutionnel l'allongement de ce nombre de mandats.
Le texte, par le biais de l'article 51, empêche les binationaux d'occuper certaines hautes fonctions politiques.
La modification de  l'article 73 devenu l'article 87 alourdir les conditions d'éligibilité à la présidence de la République qui précise que le candidat devra en plus « ne pas avoir acquis une nationalité étrangère », « attester de la nationalité algérienne d'origine du père et de la mère », « attester de la nationalité algérienne d'origine unique du conjoint » et « justifier d'une résidence permanente exclusive en Algérie durant un minimum de dix années précédant le dépôt de la candidature ».
La constitution s'enrichit par ailleurs de nouveaux articles. Dans le projet adopté, la nomination du Premier ministre est désormais soumise à une consultation préalable du Parlement. Les conditions d'éligibilité des membres du Conseil constitutionnel et ses conditions de saisine sont révisées. L'article nouveau 41ter définit la liberté de la presse. 
Bien que les médias parlent de nouvelle constitution, il ne s'agit en fait que d'une simple révision,.

## Entrée en vigueur
La révision constitutionnelle entre en vigueur le 6 mars 2016, avec la promulgation de la loi no 16-01 du 26 joumada al oula 1437 correspondant au 6 mars 2016 portant révision constitutionnelle,.